# 穆斯塔法·阿拉维
穆斯塔法·阿拉维（Mustapha Allaoui，1983年5月30日—），是一名摩洛哥职业足球运动员，司职前锋。现效力于摩洛哥球队拉巴特皇家武装力量。

## 俱乐部生涯
阿拉维在家乡球队摩洛哥足球甲级联赛球队非斯玛利比开始职业足球生涯。2005年夏季加盟摩洛哥最著名的俱乐部之一拉巴特皇家武装力量。 2007年他曾经短暂租借到沙特阿拉伯球队阿尔卡利杰。 2009年8月14日，阿拉维和法国足球乙级联赛球队甘冈签约三年。 他在2009/10赛季联赛出场15次，打进2球。2011年租借回到摩洛哥足球甲级联赛卫冕冠军卡萨布兰卡外傣。
2012年2月，阿拉维转会加盟中国足球甲级联赛球队沈阳沈北。 但他的表现不佳，6月份的二次转会期前即被沈阳沈北解约。

## 国家队生涯
阿拉维曾经代表摩洛哥国奥队参加2004年雅典奥运会。2009年8月12日，他首次代表摩洛哥国家队出场，对手是刚果共和国。